# Ivan Lendl
Ivan Lendl (ur. 7 marca 1960 w Ostrawie) – czechosłowacki tenisista, od 1992 obywatel USA.
Jest najbardziej utytułowanym graczem w męskim tenisie lat 80.; zdobył osiem tytułów wielkoszlemowych (aż 19-krotnie dochodził do finałów). Mistrz regularnej gry z głębi kortu. Określany ojcem współczesnego, szybkiego i siłowego męskiego tenisa. Jego znakiem firmowym był potężny forehand, przez większość ekspertów uznawany za najlepszy w historii dyscypliny.
W 1981 został uznany przez ATP graczem, który uczynił największy postęp w swojej grze. 8 lutego 1983 po raz pierwszy sklasyfikowany jako nr 1 na świecie, łącznie spędził na czele rankingu 270 tygodni (4. wynik w historii), w tym 157 z rzędu (9 września 1985 – 12 września 1988). Wygrał łącznie 94 turnieje w grze pojedynczej (3. wynik w historii) wystąpił w 146 finałach turniejów (3. wynik w historii), oraz 6 w grze podwójnej (przegrał 10 finałów). W 1982 wygrał aż 15 turniejów.
Przez osiem lat z rzędu dochodził do finału US Open (1982-1989), trzykrotnie kończąc turniej jako jego zwycięzca (1985, 1986, 1987). W 1984, 1986 i 1987 wygrywał French Open, przegrywał w finale w 1981 i 1985. Na Australian Open zdobył swój ostatni tytuł wielkoszlemowy – w finale w 1990 z powodu kontuzji pojedynku nie dokończył Szwed Stefan Edberg (Lendl wygrał mistrzostwa Australii także rok wcześniej); był tu finalistą w 1983 i 1991 (porażka z Borisem Beckerem).
Nie wygrał żadnego turnieju na kortach Wimbledonu, natomiast dwukrotnie doszedł tam do finału gry pojedynczej – w 1986 i 1987.
Pięciokrotnie wygrywał turniej Masters – 1981, 1982, 1985, 1986 i 1987, cztery razy przegrywał w finale – 1980, 1983, 1984, 1988.
W 1980 poprowadził reprezentację Czechosłowacji do jej jedynego zwycięstwa w Pucharze Davisa; osiągnął w tym sezonie bilans 7-0 w singlu i 3-0 w deblu.
Po raz ostatni zagrał 1 września 1994 roku w drugiej rundzie wielkoszlemowego turnieju US Open przeciwko Niemcowi Berndowi Karbacherowi. Lendl w drugim secie prowadził 5:0 i zmarnował 9 setboli. Przy stanie 4:6, 6:7(5), 0:1 skreczował z powodu nasilającego się bólu pleców.
21 grudnia 1994 oficjalnie podjął decyzję o zakończeniu kariery z powodu chronicznej kontuzji pleców. W 2001 został wpisany do Międzynarodowej Tenisowej Galerii Sławy.
Pomimo zakończenia kariery kilkukrotnie wracał na kort w meczach pokazowych. Jego rywalami byli między innymi Mats Wilander i John McEnroe. W maju 2012 roku Lendl po raz pierwszy od lat 70. zagrał w Pradze w turnieju Sparta Prague Open, podczas którego pokonał Jiříego Nováka.
W ostatnim dniu 2011 roku Andy Murray, ówczesny numer cztery światowego tenisa, poinformował, że Lendl został jego nowym trenerem. Argumentując swój wybór, Szkot dodał, że jego nowy nauczyciel posiada wielkie doświadczenie i wiedzę. Podkreślił także jego dotychczasowy wkład w tenis.
W 2022 roku został odznaczony Medalem Za Zasługi I stopnia.